# Fosna-Hensbackacultuur
De Fosna-Hensbackacultuur (ca. 8300 - 7300 v.Chr.) is de oudste fase van het mesolithicum in Noorwegen en Zweden. Veel onderzoekers zien de Fosnacultuur als een maritieme uitdrukking van de Ahrensburgcultuur. Eigenlijk gaat het om twee nauw verwante culturen met een eigen verspreidingsgebied: De Fosnacultuur kwam voor langs de zuidkust van Noorwegen, de Hensbackacultuur langs de westkust van Zweden, vooral in het centrale Bohuslän ten noorden van Göteborg. De Hensbackacultuur ging later over in de Sandarnacultuur.
De Fosnacultuur, naar een plaats in de buurt van Kristiansund, is een verzamelnaam voor de oudste nederzettingen langs de Noorse kust, van Hordaland tot Nordland. De oudste nederzettingen in Bohuslän aan de Zweedse westkust (de Hensbacka) zijn afgeleid van de Ahrensburgcultuur van Noord-Duitsland. De oudste nederzettingen van Fosna in Oost-Noorwegen liggen in de buurt van Høgnipen in Østfold.
De nederzettingen lagen dicht bij de toenmalige kust, maar door de stijging van het land liggen ze in West-Noorwegen nu 60–70 m boven de zeespiegel en Høgnipen zelfs op 150 m boven de zeespiegel. Uit de ligging blijkt dat visserij en de jacht op zeehonden belangrijk waren voor de economie. Men neemt aan dat men met huiden beklede houten boten gebruikte, want de meeste vindplaatsen van Hensbacka (75%) liggen op eilanden in de buitenarchipel. Er zijn ook veel afvalhopen van schaaldieren gevonden.

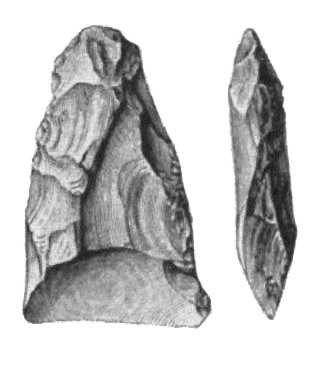
Bijl uit Östergötland